# أولاد سليم (سيدي موسى لمهاية)
أولاد سليم هي إحدى مشيخات المملكة المغربية، تتبع جغرافيا لعمالة وجدة أنكاد وإداريًا لسيدي موسى لمهاية. يقدر عدد سكانها بـ 7563 نسمة حسب الإحصاء الرسمي للسكان والسكنى لسنة 2004.